# GMT94
 (février 2025).

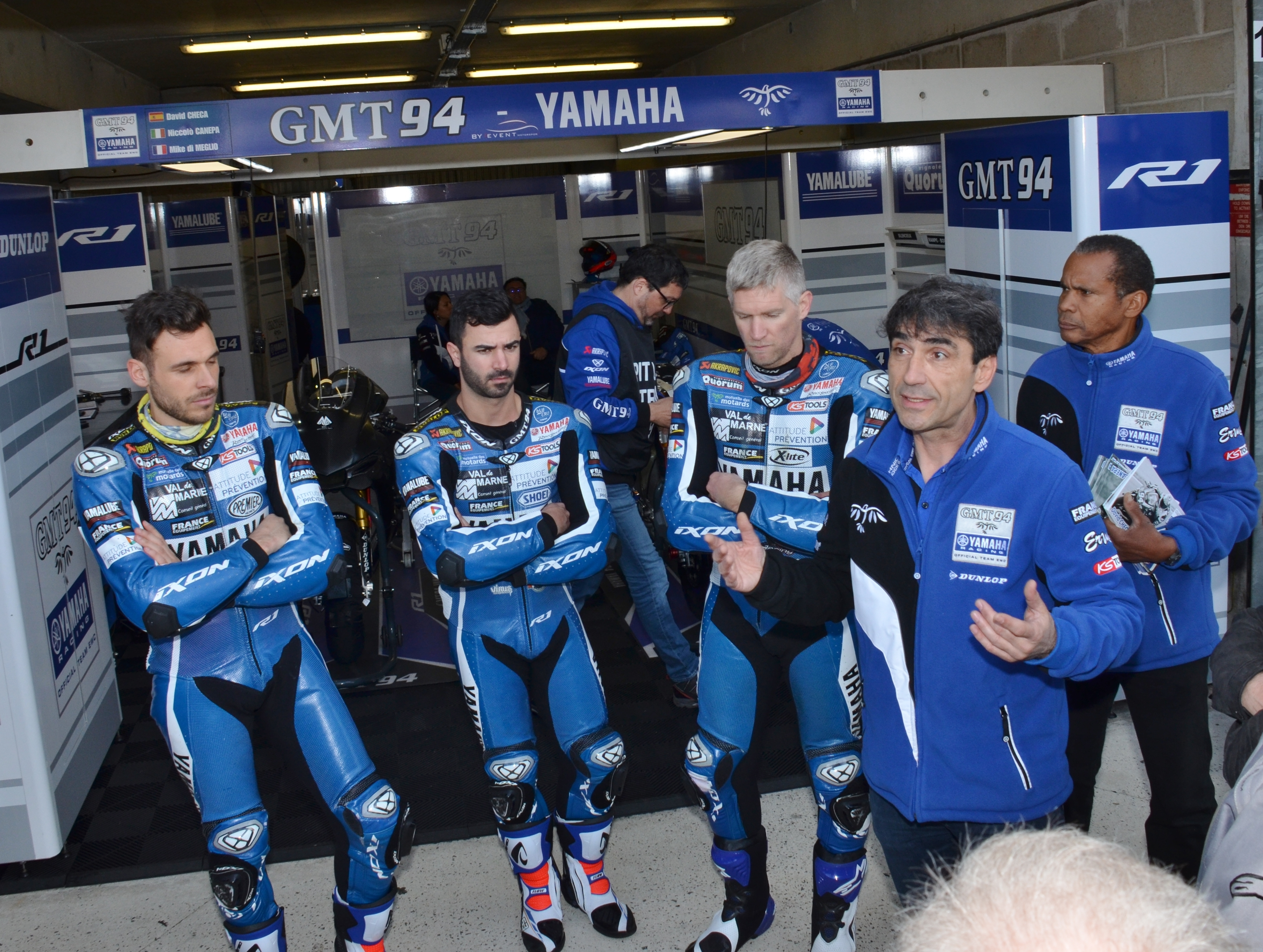
L'équipe du GMT94 aux 24 H du Mans 2017. Niccolò Canepa, Mike Di Meglio, David Checa et Christophe Guyot

Le GMT94 est une écurie motocycliste fondée par l'ancien pilote Christophe Guyot.
Triple champion du monde d'endurance moto, triple vainqueur des 24 Heures Motos et double vainqueur du Bol d'or, le GMT94 s’est dirigé en 2018 vers le championnat du monde Supersport pour s’y consacrer entièrement dès 2019. Le GMT94 est aujourd’hui une équipe soutenue par Yamaha Factory Racing en championnat du monde de vitesse Supersport.
C'est en 2000 que le GMT94 obtient sa première victoire en championnat du monde d'endurance moto avec Christophe Guyot, Sébastien Scarnato et Nicolas Dussauge. Les trois mêmes pilotes enchaîneront par des victoires dont les 24 heures du Mans en 2001. 2003 marquera un premier tournant pour le GMT94. 100 % privée depuis ses débuts, la rencontre entre Christophe Guyot et Jean-Claude Olivier donnera naissance à une collaboration avec Yamaha France.
2004 sera l'année du premier titre mondial du GMT94, avec David Checa, William Costes, Sébastien Gimbert et Christophe Guyot.
L’arrivée d’Éric de Seynes aux commandes de Yamaha France en 2010, puis de Yamaha Europe en 2012, sera le point d’orgue du GMT94. Du statut de team « support », le GMT94 devient le team officiel Yamaha Racing pour le championnat du monde d’endurance.
Un deuxième titre de champion du monde suivra en 2014 avec David Checa, Kenny Foray et Mathieu Gines. Puis un troisième en 2017 avec David Checa, Mike Di Meglio et Niccolò Canepa.
Le GMT94 détient également quatre titres de champion de France de vitesse avec Christophe Guyot (Superbike  en 1998), Sébastien Gimbert (Superbike en 2009), Kenny Foray (Stock 1000 en 2015) et David Checa (SBK en 2016).
Après trois titres de champions du monde, l'équipe de Christophe Guyot s'est lancé le défi, en 2018, de faire le championnat du monde de Supersport (600cm3), afin de préparer son arrivée en catégorie reine du sport production : championnat du monde de Superbike (1000cm3). Le GMT94 est devenue en 2019 la première équipe de course moto de l'histoire à décrocher des victoires en vitesse mondiale (toutes avec Jules Cluzel), après avoir remporté des victoires en championnat du monde d’Endurance.
2023 marque l’anniversaire de 20 ans de collaboration avec Yamaha. Le président de Yamaha Europe a réuni l’équipe en mars 2023 pour fêter l’évènement. C’est également en 2023 que le GMT94 fait son entrée en championnat du monde Superbike avec le vice champion du monde Supersport 2022, Lorenzo Baldassarri. L’équipe Val de Marnaise, prolonge également son engagement en Mondial Supersport avec le double champion de France Supersport Valentin Debise, afin d’offrir au sport motocycliste français, la marche vers le plus haut niveau.
La saison 2025 marque un tournant, car le GMT94 se retire de la catégorie Superbike pour rejoindre le Championnat du monde Supersport Nouvelle Génération en engageant deux motos, les nouvelles Yamaha R9 qui remplacent la mythique R6.

## Histoire

### Débuts
En 1989, Christophe Guyot, instituteur de métier, fait ses débuts en compétition à l’âge de 26 ans en catégorie 350 cm3 Promosport, puis 750 cm3 Promosport. Vainqueur de courses dès sa première saison, le pilote devient la révélation de l’année dans Moto Journal.
En 1991, après avoir quitté l’enseignement, il décide de créer le Guyot Motorcycle Team 94 (GMT94) dont il sera d’abord à la fois pilote et manager, épaulé par son épouse Brigitte. Le numéro 94, toujours porté en course par les pilotes du team à ce jour, tire son origine du département du Val-de-Marne où réside Christophe Guyot.
D'abord engagé en championnat du monde de Superbike, Christophe Guyot découvre en parallèle l'Endurance. Les trois premières années du GMT94 sont difficiles et Christophe Guyot peine à obtenir des résultats. De 1991 à 1993, les échecs et les blessures s’enchaînent. Durant ces trois années, le GMT94 ne réussira à terminer aucune course en Endurance et n'ajoutera à son palmarès qu'un unique point lors de l'épreuve suédoise du championnat du monde de Superbike en 1993.

### Arrivée de Michel Guerre
C'est en 1994 que le GMT94 connaît son premier tournant majeur. Christophe Guyot rencontre Michel Guerre, un passionné autodidacte de la mécanique, qui devient alors son mécanicien et préparateur. Avec un budget serré, Michel Guerre parvient à développer la moto et les résultats arrivent dès la première année où Christophe Guyot et son équipe terminent 6e des 24 Heures Motos et 5e au Bol d'or. Sébastien Carré (responsable logistique) et Benoit Poupardin (chef mécanicien) sont devenus deux autres piliers du GMT94.

### Premiers succès
Christophe Guyot devient champion de France de Superbike en 1998.
En 1999, l’équipe prend encore un nouveau départ avec l’arrivée du manufacturier de pneumatiques italien Pirelli jusqu’alors inconnu dans la catégorie[réf. souhaitée]. Cette année-là, le GMT94 signe sa première pole position en championnat du monde d'endurance moto à Oschersleben (Allemagne) et son premier podium en championnat du monde d'endurance à Estoril (Portugal). L’année suivante vient la première victoire en championnat du monde. Toujours à Oschersleben. Le premier titre de vice-champion du monde d’endurance avec Christophe Guyot, Sébastien Scarnato et Nicolas Dussauge portera le GMT94 vers des victoires et des podiums. En 2001, le même trio gagne les 24 Heures Motos. Jamais une équipe privée, dirigée par son pilote, sans aucun soutien de la marque (Suzuki) n’avait remporté la plus grande épreuve du sport moto. Le GMT94 finira vice-champion du monde d’endurance pour la deuxième année consécutive.

### Partenariat avec Yamaha Racing et rencontre avec David Checa
2002 marquera un deuxième tournant pour le GMT94. Lors du Bol d’or, Jean-Claude Olivier, alors PDG de Yamaha France, propose à Christophe Guyot de s’associer à l’aventure du GMT94. Écurie 100 % indépendante depuis ses débuts, le GMT94 voit alors son destin changer avec l'arrivée de Yamaha Racing France[source insuffisante] en 2003. C'est aussi une année charnière où Christophe Guyot rencontre le pilote David Checa. Blessé au dos en juillet 2003, ce premier fait appel au pilote espagnol pour le remplacer aux 24H d’Oschersleben que le GMT94 remportera. Dès 2004, cette association est récompensée du titre de champion du monde d'endurance moto avec les pilotes David Checa, William Costes, Sébastien Gimbert et Christophe Guyot. C’est un véritable passage de témoin qui s’opère avec l’arrivée du jeune Espagnol. En effet, à la fin de l’année 2004, Christophe Guyot décide d’arrêter la course pour se consacrer à son rôle de team manager.

### Championnat World Supersport (600 cm3) et World Superbike (1000 cm3)
Entre 2005 et 2009, le GMT94 se relance en mondial Supersport puis Superbike après l’avoir quitté à la fin de l’année 1993. L’équipe de Christophe Guyot reste cependant engagée aux 24 Heures Motos qu’elle remportera pour la deuxième fois en 2005 et au Bol d'or, qu'elle remportera en 2007. Les résultats ne sont pas au rendez-vous en Superbike mondial même si Sébastien Gimbert offre le titre de champion de France en 2009.
2018 marque le retour du GMT94 en vitesse mondiale. Les débuts furent difficiles avec Mike Di Meglio qui décidera de renoncer au projet après les deux premières épreuves (Australie et Thaïlande) et aucun point marqué. Le jeune Corentin Perolari (19 ans) est alors engagé, toujours avec le numéro 94, en championnat du monde Supersport au guidon d’une Yamaha R6. Courses après courses, les progrès l’amèneront à figurer dans le top 6 des 3 dernières courses de cette première saison. Il sera rejoint par Jules Cluzel (avec le numéro 16) dès l'année suivante.
Pour la saison 2019, Jules Cluzel, Corentin Perolari et le GMT94 forment une véritable symbiose. Jules Cluzel jouera le titre mondial durant toute la saison. Auteur de 3 victoires et de 6 podiums, Jules Cluzel devait piloter avec un sélecteur placé à droite, en raison d’une arthrodèse de sa cheville gauche (bloquée). Il perdra de précieux points en raison d’un faux point mort survenu à Imola, occasionnant une chute, puis d’un autre à Magny Cours qui l’a vu passer de la tête de course à la 6ème place. Pour sa première année avec ce système unique, il termine troisième du championnat du monde derrière Frederico Caricasulo et Randy Krummenacher.
Grâce aux nombreux points marqués par Jules Cluzel et Corentin Perolarin, le GMT94 est titré vice champion du monde Supersport 2019.
En 2020, Jules Cluzel rééditera sa place sur le podium du championnat du monde Supersport. Le pilote français apportera le 50ième podium de l’histoire du GMT94.
Jules Cluzel remportera quatre nouvelles course pour le GMT94 en 2021 après un début de saison marqué par des accidents qui lui ont retiré toute chance d’être titré.
2022 marquera la fin de la carrière de Jules Cluzel qui a annoncé sa retraite après 4 ans au sein du GMT94. Son dernier podium, obtenu à Magny Cours, restera l’un des moments forts de l’histoire entre Jules Cluzel et le GMT94.
2023 verra l’arrivée du double champion de France Valentin Debise en championnat du monde Supersport avec la Yamaha R6 numéro 94. Le vice champion du monde Supersport 2022 se verra confier la Yamaha R1 pour le championnat du monde Superbike.

### Éric de Seynes aux commandes de Yamaha Europe

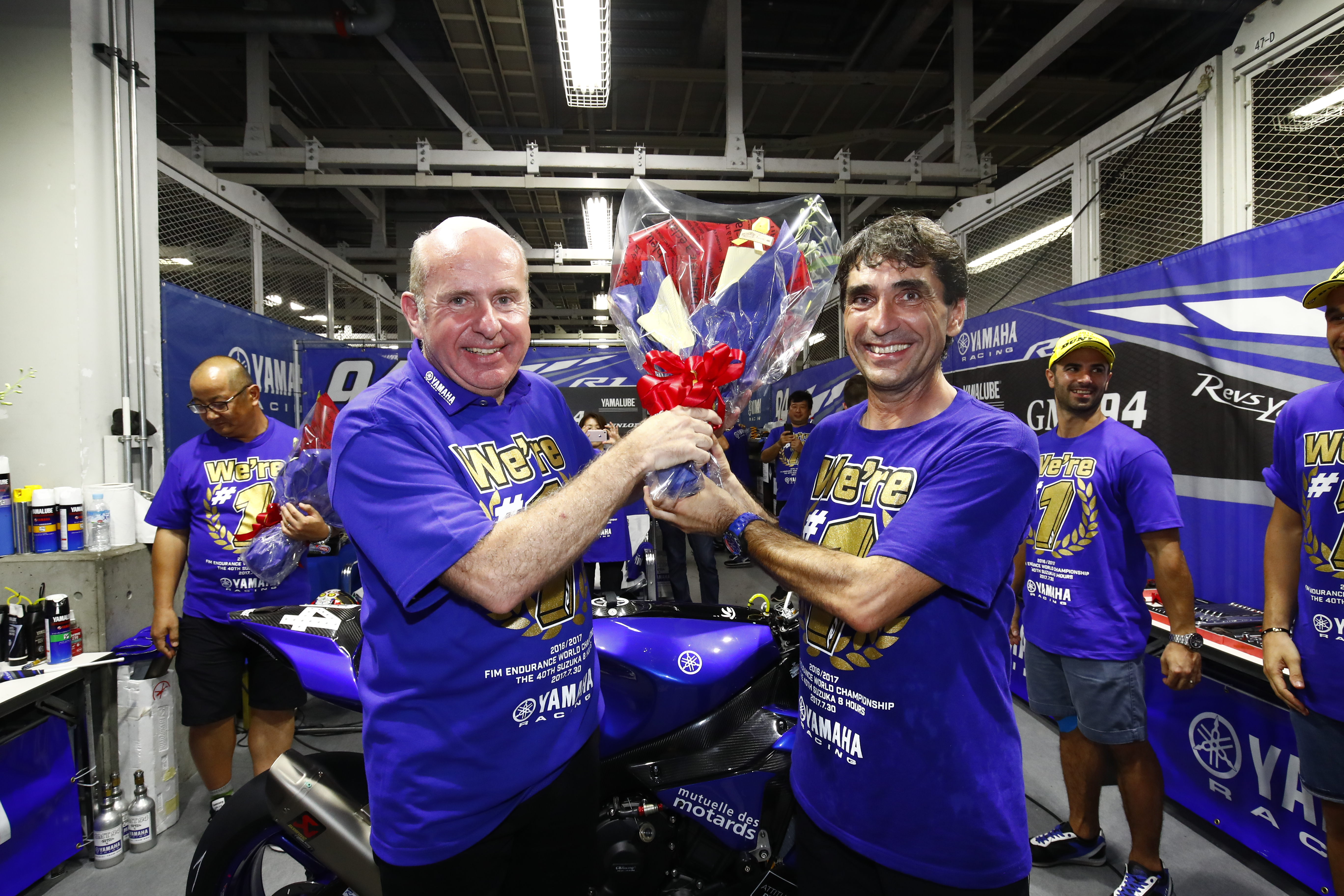
Éric de Seynes et Christophe Guyot (Suzuka, 2017)

2010 marquera un autre tournant avec l’arrivée d’Éric de Seynes aux commandes de Yamaha. L’équipe repart pour le championnat du monde d’endurance qu’elle avait quitté en 2004. Suivront trois titres de vice-champion du monde en 2013/2015/2016 et deux titres mondiaux en 2014 et 2017. Il faut revenir 27 ans en arrière pour voir une écurie d’endurance remporter quatre victoires la même année. Ce qu’a réalisé le GMT94 en 2017, en remportant les 24 Heures Motos, les 8 H d’Oschersleben, les 8 H de Slovaquie et le Bol d’or.

### Stages de pilotage

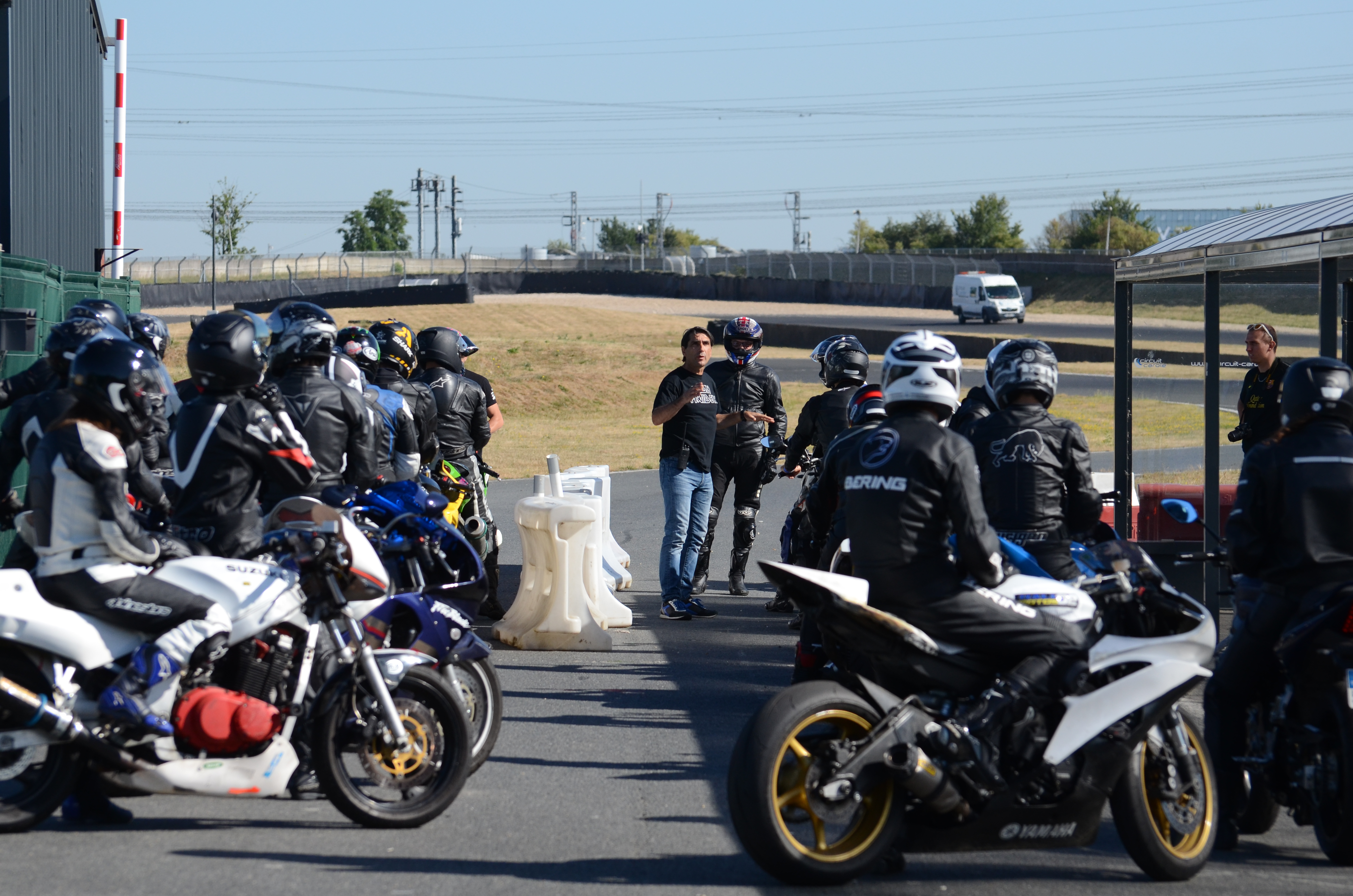
Stage de pilotage (Carole, 2015)

Christophe Guyot et ses pilotes animent également des stages de pilotage et la promotion du circuit Carole (93), seul circuit entièrement dévoué à la moto.

### Travail avec les lycées
Christophe Guyot et son équipe sont également présents dans les collèges et lycées pour aborder les questions de sécurité routière, mais aussi proposer des stages de formation, une aide à l’orientation et diverses activités liées au monde de la moto.

### Sécurité routière

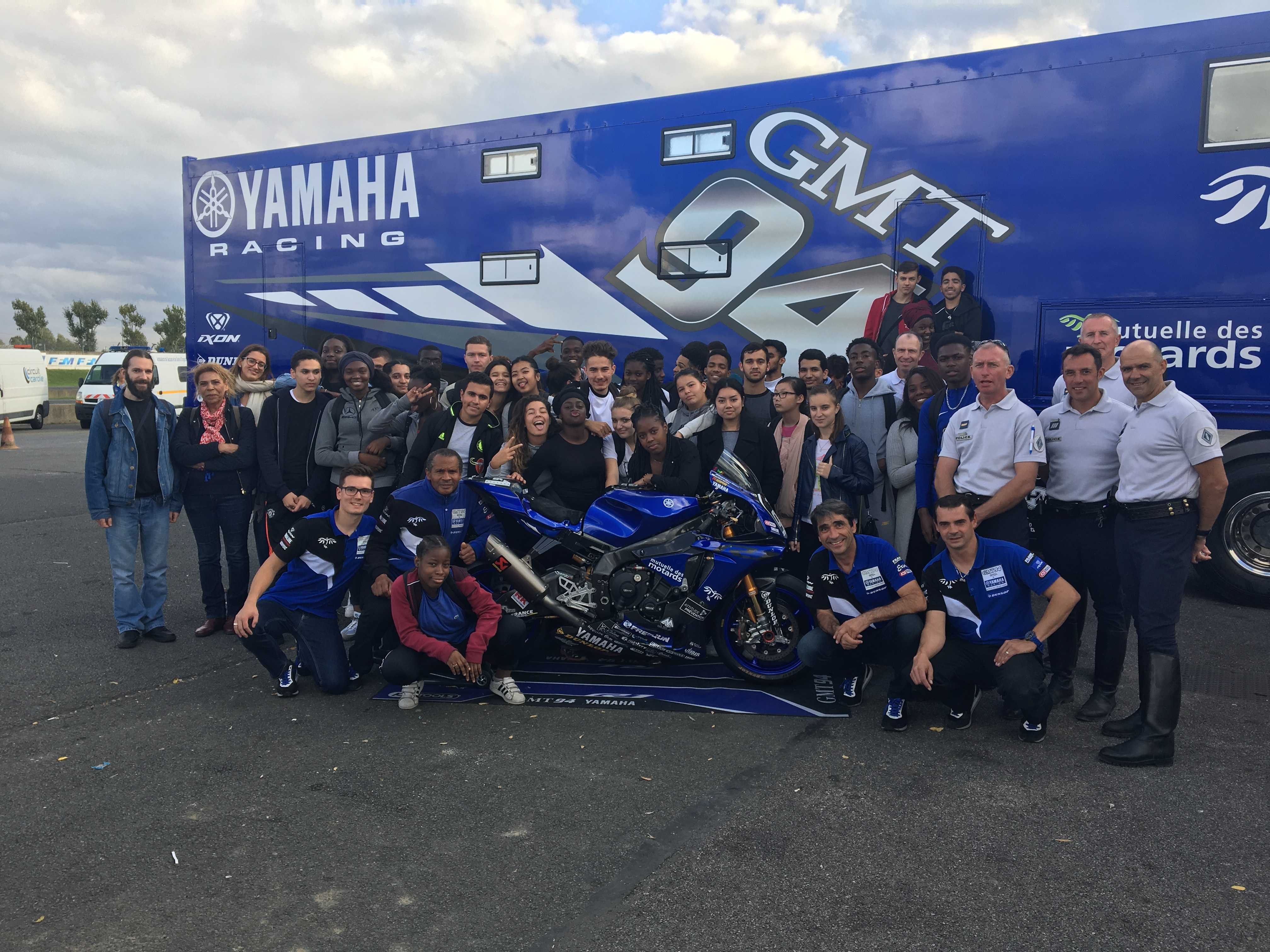
Piste CRS/Attitude Prévention (Carole, 2017).

Impliqués dans l’éducation, la sécurité et la prévention routière, Christophe Guyot et le GMT94 sont les parrains de la piste CRS/Attitude Prévention qui accueille plus de vingt mille lycéens chaque année.

## Palmarès

### Championnat du monde Supersport (WSSP)
7 victoires - 26 podiums - 5 pôle positions
| Année | Résultats |
| ----- | --- |
| 2022  | 10e du Championnat du Monde - 2e à Magny-Cours (France) |
| 2021  | 4e du Championnat du Monde - 3e à Aragon (Espagne) - 3e à Estoril (Portugal) - 3e à Misano (Italie) - 3e à Magny-Cours (France) - Victoire et 2e place à Portimao (Portugal) - Double Victoire à San Juan (Argentine) - Victoire à Mandalika (Indonésie) - Pôle position à Aragon, Portimao et San Juan.             |
| 2020  | 3e du Championnat du Monde au classement des équipes. - 2e et 3e à Phillip Island (Australie) - 2 x 2e à Jerez (Espagne) - 2e à Portimao (Portugal) - 2x 2e à Aragon (Espagne) - 3e à Teruel (Espagne) |
| 2019  | Vice-Champion du Monde au classement des équipes - Vainqueur à Buriram (Thaïlande) - Pole position à Buriram (Thaïlande) - 2e à Phillip Island (Australie) - 3e à Jerez (Espagne) - Vainqueur à Donington (Angleterre) - Pôle Position à San Juan (Argentine) - Vainqueur à San Juan (Argentine) - 2e à Doha (Qatar) |
| 2018  | - 5e à El Vilicum (Argentine) - 6e à Magny-Cours (France) |

### Championnat du monde d'endurance (EWC)
3 titres mondiaux - 17 victoires – 36 podiums – 12 pole positions
| Année | Résultats |
| ----- | --- |
| 2018  | Vice-champion du monde d'endurance 2e des 8 H de Slovaquie 3e des 8 H d'Oschersleben |
| 2017  | Champion du monde d'endurance - Vainqueur du Bol d'or - Vainqueur des 8 H de Slovaquie - Vainqueur des 8 H d'Oschersleben - Vainqueur des 24 H du Mans (D. Checa/N. Canepa/M. Di Meglio)                           |
| 2016  | Vice-champion du monde d'endurance - Vainqueur des 12 H de Portimao (D. Checa/N. Canepa/L. Mahias) - Vainqueur des 8 H d'Oschersleben (D. Checa/N. Canepa/L. Mahias)                                               |
| 2015  | Vice-champion du monde d'endurance - Vainqueur des 8 H d'Oschersleben (D. Checa/K. Foray/M. Gines) - 2e du Bol d'or (D. Checa/K. Foray/M. Gines)                                                                   |
| 2014  | Champion du monde d'endurance - 2e des 24 H du Mans (D. Checa/K. Foray/M. Gines) - 2e des 8 H d'Oschersleben (D. Checa/K. Foray/M. Gines) - 2e du Bol d'or (D. Checa/K. Foray/M. Gines)                            |
| 2013  | Vice-champion du monde d’endurance - 3e des 24 H du Mans (D. Checa/K. Foray/M. Lagrive) |
| 2012  | 3e du championnat du monde d’endurance - 3e des 8 H de Suzuka (D. Checa/K. Foray) |
| 2011  | 3e du championnat du monde d’endurance - Vainqueur des 8 H de Doha (D. Checa/K. Foray/M. Lagrive) |
| 2010  | - 4e des 24 H du Mans (D. Checa/K. Foray/G. Lavilla) |
| 2007  | - Vainqueur du Bol d’or (D. Checa/S. Gimbert/O. Four) |
| 2006  | - 3e des 24 H du Mans (D. Checa/G. Mac Coy/S. Gimbert) |
| 2005  | - Vainqueur du Master d’endurance (D. Checa/W. Costes/S. Gimbert) - Vainqueur des 24 H du Mans (D. Checa/W. Costes/S. Gimbert) - 2e du Bol d'or (D. Checa/W. Costes/S. Gimbert)                                    |
| 2004  | Champion du monde d’endurance (D. Checa/W. Costes/S. Gimbert/C. Guyot) - Vainqueur des 8 H de Zhuhai (D. Checa/W. Costes/C. Guyot) - Vainqueur des 24 H d’Oschersleben (D. Checa/W. Costes/S. Gimbert)             |
| 2003  | 3e du championnat du monde d’endurance - Vainqueur des 24 H d’Oschersleben (D. Checa /S. Scarnato/S. Foti) - 3e du Bol d'or (D. Checa /W. Costes/S. Foti)                                                          |
| 2002  | 3e du championnat du monde d’endurance - Vainqueur des 8 H de Brno (C. Guyot/S. Scarnato/W. Costes) - 3e du Bol d'or (S. Scarnato/W. Costes/G. Bussei)                                                             |
| 2001  | Vice-champion du monde d’endurance (C. Guyot/S. Scarnato/N. Dussauge) - Vainqueur des 24 H du Mans (C. Guyot/S. Scarnato/N. Dussauge) - Vainqueur des 6 H du Nürburgring (C. Guyot/S. Scarnato/N. Dussauge)        |
| 2000  | Vice-champion du monde d’endurance (C. Guyot/S. Scarnato/N. Dussauge) - Vainqueur des 24 H d’Oschersleben (C. Guyot/S. Scarnato/N. Dussauge) - 2e des 24 H de Spa Francorchamps (C. Guyot/S. Scarnato/N. Dussauge) |
| 1999  | - Premier podium en Championnat du monde d’endurance à Estoril (Portugal) - Première pole position en championnat du monde d’endurance à Oschersleben (Allemagne)                                                  |

### Championnat de France Superbike et Supersport
| Année | Résultats                                                                                               |
| ----- | --- |
| 2016  | Champion de France Superbike Evo (David Checa)                                                          |
| 2015  | Champion de France Superbike Stock (Kenny Foray) Vice-champion de France Superbike Evo (David Checa)    |
| 2013  | Record du tour au Circuit Carole en 59,462 s le 18 juillet 2013 (David Checa)                           |
| 2012  | Deux victoires en FSBK à Ledenon et Magny-Cours (Matthieu Lagrive)                                      |
| 2009  | Champion de France Superbike (Sébastien Gimbert)                                                        |
| 2008  | Vice-champion de France Supersport (Mathieu Gines)                                                      |
| 2007  | Vice-champion de France Superbike (Olivier Four)                                                        |
| 1998  | Champion de France Superbike (Christophe Guyot) Vice-champion de France Supersport (Sébastien Scarnato) |